# Круглая улица (Зеленогорск)
Кру́глая у́лица — улица в городе Зеленогорске Курортного района Санкт-Петербурга. Проходит от Приморского шоссе до Авиационной улицы.
Поначалу называлась Nikelankatu. Этот топоним, известный с 1920-х годов, происходит, вероятно, от фамилии Нокинен.
Нынешнее наименование было дано после войны и связано с формой улицы.
На протяжении 250 метров Круглая улица идет по левому берегу Быстрого ручья, затем заворачивает на восток и идет по левому берегу безымянного ручья.

## Перекрёстки
- Приморское шоссе
- Ломаная улица
- Авиационная улица